# Tiazepin
Tiazepini su supstituisani tiepini, kod kojih azot zamenjuje jedan ugljenik u sedmočlanom heterocikličnom prstenu.
Razlikuju se sledeći tipovi:
- 1,2-Tiazepin
- 1,3-Tiazepin
- 1,4-Tiazepin

Benzotiazepini (poput diltiazema) imaju jedan benzen vezan za tiazepinski prsten, dok dibenzotiazepini imaju dva.

## Spoljašnje veze
- Thiazepines на 